# Charles Demars
Charles Paul Demars (* 28. April 1702 in Sézanne; † 4. März 1774 in Paris) war ein französischer Organist und Komponist. Er gilt als vorklassischer Komponist virtuoser Cembalo- und Orgelmusik.

## Leben und Werk
Charles Demars wurde in eine orgel-affine Familie hineingeboren. Sein Großvater mütterlicherseits Étienne Tourneur war Organistin in der Kirche Saint-Denis de Sézanne. Seine Mutter Thérèse Tourneur vertrat manchmal ihren Vater beim Orgelspiel in der Kirche und folgte ihm 1706 nach seinem Tod als Kirchenorganistin. Mehrere Onkel mütterlicherseits wirkten ebenfalls als Organisten, Pierre in Mantes-la-Jolie, Joseph in Seurre, Étienne in Beaune und später in Lyon (er war auch Orgelbauer) und Jean in Chalon-sur-Saône. Weiterhin wirkten mehrere Cousins und Cousinen als Organisten. Schließlich wirkten mindestens zwei seiner Brüder als Organisten, Jean-Odéo Demars (1695–1756) in Paris und Claud-Nicolas Demars in der Bretagne.
Charles Demars wirkte von 1728 bis 1774 an der Kathedrale von Vannes in der Bretagne. Da er als herausragender Musiker galt, wurde er von anderen Domkapiteln umworben, blieb jedoch letztlich über 46 Jahre der Kathedrale von Vannes treu. Er arbeitete eng mit dem bekannten, auch an der Kathedrale von Vannes wirkenden Musiker und Sänger Charles-Joseph Le Sueur zusammen.
1735 heiratete er Marie-Françoise Matignon. Als Trauzeuge fungierte der Musikerkollege Charles-Joseph Le Sueur. Aus dieser Ehe gingen (mindestens) drei Kinder hervor. 1774 gab er seine Position in Vannes auf, um seinen Lebensabend bei seinen Töchtern in Paris zu verbringen. Hier starb er dann bald.
Erhalten ist Charles Demars‘ Premier livre de Pièces de clavecin (Paris 1735). Das Werk enthält vier Suiten im Stil von Georg Friedrich Händel.